# Nikon 1 V2
La Nikon 1 V2 è una fotocamera mirrorless della serie Nikon 1 con obiettivo intercambiabile, lanciata da Nikon il 24 ottobre 2012.
Dotata di un nuovo sensore di immagine da 14 megapixel e ulteriore autofocus potenziato (messa a fuoco automatica ibrida con rilevamento di fase / AF con rilevamento del contrasto e illuminatore ausiliario AF) velocità a 15 fotogrammi al secondo (fps), la velocità di scatto continuo massima rimane a 60 fps per un massimo di 40 fotogrammi.
Il processore di immagini Expeed 3A, successore di Expeed 3 utilizzato nelle precedenti fotocamere della serie Nikon 1, presenta un nuovo motore di elaborazione delle immagini. È sviluppato esclusivamente per fotocamere Nikon 1.
La Nikon 1 V2 sostituisce il modello Nikon 1 V1 ed è seguita dalla Nikon 1 V3.